# Huayangosaurus
Huayangosaurus ist eine Gattung der Vogelbeckendinosaurier (Ornithischia) aus der Gruppe der Stegosauria. Er ist einer der ältesten bekannten Stegosauria und nimmt systematisch in dieser Gruppe eine Sonderstellung ein.

## Merkmale

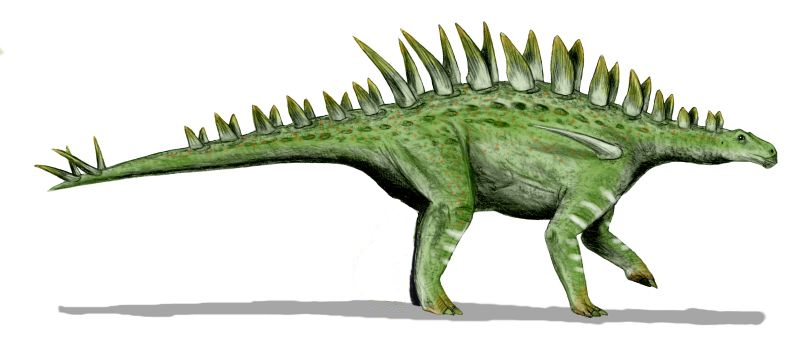
Lebendrekonstruktion von Huayangosaurus

Huayangosaurus erreichte eine Länge von rund 4,5 Metern und war wie alle Stegosaurier durch eine Doppelreihe von Knochenplatten entlang des Rückens und des Schwanzes charakterisiert, deren Funktion (Thermoregulation, Balzverhalten, Feindabwehr oder eine Kombination dieser Aufgaben) nicht endgültig geklärt ist. Zusätzlich trug er einen Stachel über jedem Schulterblatt, der Schwanz hatte ebenfalls am Ende zwei Paare langer, spitzer Stacheln. 
Als einziger Vertreter der Stegosauria wies er an jeder Seite des Rumpfes zusätzlich zumindest eine Reihe von Hornschuppen auf. Im Gegensatz zu den übrigen Stegosauria waren die Vorderbeine nur unwesentlich kürzer als die Hinterbeine.
Die Zähne waren wie bei allen Stegosauria klein und für eine Pflanzennahrung ausgerichtet. Als einziger Stegosaurier trug Huayangosaurus ein kleines Horn über jedem Auge und hatte auch im vorderen Teil der Schnauze – am Praemaxillare – Zähne. Generell war die Schnauze dieser Tiere kürzer und höher gebaut als die der übrigen Stegosauria.

## Entdeckung und Benennung
Fossilien von Huayangosaurus wurde in der Shaximiao-Formation in der chinesischen Provinz Sichuan entdeckt und 1982 von Dong, Tang und Zhou beschrieben. Der Name leitet sich von „Hua Yang“, einem alten Namen der Provinz Sichuan, ab. Es wurde ein komplettes Skelett samt Schädel sowie die teilweise erhaltenen Überreste von fünf weiteren Tieren gefunden. Die Funde datierte man in den Mitteljura (Bajocium).

## Systematik
Aufgrund seiner morphologischen Besonderheiten nimmt Huayangosaurus eine Sonderrolle innerhalb der Stegosauria ein und wird in einer eigenen Familie, Huayangosauridae geführt. Phylogenetisch gilt er als Schwestertaxon der übrigen Stegosauria, die in der Familie der Stegosauridae zusammengefasst werden.